# Phaegoptera catenata
Phaegoptera catenata là một loài bướm đêm thuộc phân họ Arctiinae, họ Erebidae.